# Normales Gut
Normales Gut (englisch normal good) ist in der Wirtschaftswissenschaft ein Gut, dessen Güternachfrage nur unterproportional zu einer Einkommenserhöhung steigt. Pendant sind inferiore Güter.

## Allgemeines
Güter können auch danach unterteilt werden, ob und inwieweit sich die Güternachfrage aufgrund des Einkommens der Konsumenten verändert. Bei einem niedrigen Einkommen ist die Nachfrage nach einem inferioren Gut hoch und steigt zunächst mit wachsendem Einkommen, um den Bedarf decken zu können. Nimmt das Einkommen weiter zu, werden inferiore Güter durch qualitativ höherwertige normale Güter ersetzt, und die Nachfrage nach preiswerteren inferioren Gütern nimmt absolut ab.
Man bezeichnet ein Gut als normal, wenn die Nachfrage nach ihm mit steigendem Einkommen (absolut) zunimmt. Manche Autoren bezeichnen Güter mit unterproportionaler Nachfragesteigerung auch als „relativ inferiores Gut“.
Abweichende Definitionen
Ein Teil der Literatur nimmt in Abweichung von vorstehender Definition andere Unterscheidungen vor. Für eine Übersicht wird auf den genannten Hauptartikel verwiesen.

## Einkommen
Das Einkommen spielt bei der Güternachfrage die größte Rolle. Die volkswirtschaftliche Kennzahl der Einkommenselastizität gibt dabei die prozentuale Änderung der nachgefragten Gütermenge an, die auf einer prozentualen Einkommensänderung beruht:
{\displaystyle {\text{Einkommenselastizität}}={\frac {\text{Prozentuale Änderung der nachfragten Gütermenge}}{\text{Prozentuale Änderung des Einkommens}}}}.
Ist die Einkommenselastizität positiv, liegt ein normales Gut vor. Dabei steigen sowohl Einkommen als auch Nachfrage.
Außer Acht bleiben die einkommensunabhängigen Güter (Einkommenselastizität = 0) wie beispielsweise Speisesalz, bei denen die Nachfragemenge in keiner Abhängigkeit zum Einkommen steht.

## Arten
Im Hinblick auf das Einkommensniveau werden inferiore, normale und superiore Güter unterschieden. Über die Arten besteht jedoch in der Fachliteratur keine einheitliche Meinung. Teilweise wird lediglich zwischen inferioren und superioren Gütern unterschieden oder zwischen inferioren und normalen Gütern.
Im Hinblick auf die Einkommenselastizität ergibt sich folgende Einteilung:
| Einkommenselastizität | Einkommen/Nachfrage                                 | Güterart                  |
| --------------------- | --------------------------------------------------- | ------------------------- |
| < 0 (negativ)         | Einkommen steigt/Nachfrage sinkt                    | inferiores Gut            |
| 0                     | Nachfrage ist unabhängig vom Einkommen              | neutrales Gut             |
| > 0 (positiv)         | Einkommen steigt/Nachfrage steigt                   | normales Gut              |
| > 0 und < 1           | Einkommen steigt/Nachfrage steigt unterproportional | relativ inferiores Gut    |
| > 1                   | Einkommen steigt/Nachfrage steigt überproportional  | superiores Gut (Luxusgut) |

Die Charakterisierung eines Gutes als inferior oder normal ist nicht mit einem bestimmten Gut fest verknüpft, sondern stets von den äußeren Umständen (absolute Einkommenshöhe, Marktpreise, Präferenzen) abhängig. Dasselbe Gut kann für denselben Nachfrager inferior, superior oder normal sein. Wenn beispielsweise eine Arbeitskraft Karriere macht und durch Beförderungen in ein höheres Einkommensniveau aufsteigt, könnte sie anstatt Sekt nunmehr Champagner bevorzugen oder statt Hausmannskost die Grande Cuisine. Champagner ist nun für sie kein superiores Gut mehr, der frühere Sekt als normales Gut ist zum inferioren Gut geworden.
Sämtliche Konsumgüter, soweit sie nicht zum Billigsortiment oder zu den Luxusgütern gehören, sind normale Güter.

## Wirtschaftliche Aspekte
Die Mehrzahl der Güter sind normale Güter, deren Güternachfrage zwar steigt, aber unterproportional zur Einkommenserhöhung. Diesen Zusammenhang formulierte John Maynard Keynes in seiner absoluten Einkommenshypothese. Danach hängt der Konsum nur vom Einkommen der laufenden Periode ab, nicht aber vom Einkommen der folgenden Perioden. Die marginale Konsumquote gibt dabei an, um wie viele Geldeinheiten ein Privathaushalt seine Konsumausgaben erhöht (senkt), wenn das Volkseinkommen um eine Geldeinheit steigt (sinkt). Dabei geht die „Keynessche Einkommenshypothese“ davon aus, dass mit zunehmendem Einkommen die zusätzliche Konsumnachfrage weiter abnimmt, weil mit steigendem Einkommen Sättigungstendenzen auftreten („Fundamental-psychologisches Gesetz“) und die durchschnittliche Konsumquote abnimmt bei gleichzeitiger Zunahme der Sparquote.